# Jean Vallée
Jean Vallée, geboren als Paul Georges M. J. Goeders, (Verviers, 2 oktober 1941 – Clermont-sur-Berwinne, 12 maart 2014) was een Belgische zanger.

## Levensloop
In 1967 vertegenwoordigde hij België op het Festival van Rio. Jacques Brel was jurylid. In 1970  vertegenwoordigde hij zijn vaderland op het Eurovisiesongfestival. Met Viens l'oublier verdiende hij de achtste plaats van 12 deelnemers. In 1978 deed hij wederom namens België mee met L'amour ça fait chanter la vie. Na winnaar Israël werd hij tweede van 18 deelnemers. Het was tot de overwinning van Sandra Kim in 1986 het hoogste Belgische Eurovisiesongfestivalresultaat.
In 1999 werd hij door koning Albert II van België tot Ridder in de Kroonorde geslagen.
- Bibliothèque nationale de France: cb14047148h (data)
- International Standard Name Identifier: 0000 0000 0321 5147
- MusicBrainz: 27050f3d-1f24-4f75-9fb0-077f065709b0
- SNAC: w65n9qcz
- Virtual International Authority File: 32199713
- WorldCat: E39PBJwCTHWmVvdJM6qQw9rQbd

1956: Fud Leclerc + Mony Marc · 
1957: Bobbejaan Schoepen · 
1958: Fud Leclerc · 
1959: Bob Benny · 
1960: Fud Leclerc · 
1961: Bob Benny · 
1962: Fud Leclerc · 
1963: Jacques Raymond · 
1964: Robert Cogoi · 
1965: Lize Marke · 
1966: Tonia · 
1967: Louis Neefs · 
1968: Claude Lombard · 
1969: Louis Neefs · 
1970: Jean Vallée · 
1971: Lily Castel & Jacques Raymond · 
1972: Serge & Christine Ghisoland · 
1973: Nicole & Hugo · 
1974: Jacques Hustin · 
1975: Ann Christy · 
1976: Pierre Rapsat · 
1977: Dream Express · 
1978: Jean Vallée · 
1979: Micha Marah · 
1980: Telex · 
1981: Emly Starr · 
1982: Stella · 
1983: Pas de Deux · 
1984: Jacques Zegers · 
1985: Linda Lepomme · 
1986: Sandra Kim · 
1987: Liliane Saint-Pierre · 
1988: Reynaert · 
1989: Ingeborg · 
1990: Philippe Lafontaine · 
1991: Clouseau · 
1992: Morgane · 
1993: Barbara · 
1995: Frédéric Etherlinck · 
1996: Lisa del Bo · 
1998: Mélanie Cohl · 
1999: Vanessa Chinitor · 
2000: Nathalie Sorce · 
2002: Sergio & The Ladies · 
2003: Urban Trad · 
2004: Xandee · 
2005: Nuno Resende · 
2006: Kate Ryan · 
2007: The KMG's · 
2008: Ishtar · 
2009: Copycat · 
2010: Tom Dice · 
2011: Witloof Bay · 
2012: Iris · 
2013: Roberto Bellarosa · 
2014: Axel Hirsoux · 
2015: Loïc Nottet · 
2016: Laura Tesoro · 
2017: Blanche · 
2018: Sennek · 
2019: Eliot · 
2021: Hooverphonic · 
2022: Jérémie Makiese · 
2023: Gustaph · 
2024: Mustii · 
2025: Red Sebastian